# Holwell (Hertfordshire)
Pour les articles homonymes, voir Holwell.
Holwell est une paroisse civile et un village du Hertfordshire, en Angleterre.